# Jean Tornike
Pour les articles homonymes, voir Tornike.
 (mai 2024).
La mise en forme du texte ne suit pas les recommandations de Wikipédia : il faut le « wikifier ».
Les points d'amélioration suivants sont les cas les plus fréquents. Le détail des points à revoir est peut-être précisé sur la page de discussion.
- Les titres sont pré-formatés par le logiciel. Ils ne sont ni en capitales, ni en gras.
- Le texte ne doit pas être écrit en capitales (les noms de famille non plus), ni en gras, ni en italique, ni en « petit »…
- Le gras n'est utilisé que pour surligner le titre de l'article dans l'introduction, une seule fois.
- L'italique est rarement utilisé : mots en langue étrangère, titres d'œuvres, noms de bateaux, etc.
- Les citations ne sont pas en italique mais en corps de texte normal. Elles sont entourées par des guillemets français : « et ».
- Les listes à puces sont à éviter, des paragraphes rédigés étant largement préférés. Les tableaux sont à réserver à la présentation de données structurées (résultats, etc.).
- Les appels de note de bas de page (petits chiffres en exposant, introduits par l'outil «  Source ») sont à placer entre la fin de phrase et le point final[comme ça].
- Les liens internes (vers d'autres articles de Wikipédia) sont à choisir avec parcimonie. Créez des liens vers des articles approfondissant le sujet. Les termes génériques sans rapport avec le sujet sont à éviter, ainsi que les répétitions de liens vers un même terme.
- Les liens externes sont à placer uniquement dans une section « Liens externes », à la fin de l'article. Ces liens sont à choisir avec parcimonie suivant les règles définies. Si un lien sert de source à l'article, son insertion dans le texte est à faire par les notes de bas de page.
- La présentation des références doit suivre les conventions bibliographiques. Il est recommandé d'utiliser les modèles {{Ouvrage}}, {{Chapitre}}, {{Article}}, {{Lien web}} et/ou {{Bibliographie}}. Le mode d'édition visuel peut mettre en forme automatiquement les références.
- Insérer une infobox (cadre d'informations à droite) n'est pas obligatoire pour parachever la mise en page.

Pour une aide détaillée, merci de consulter Aide:Wikification.
Si vous pensez que ces points ont été résolus, vous pouvez retirer ce bandeau et améliorer la mise en forme d'un autre article.
Jean Tornike (en géorgien : თორნიკე ერისთავი), mort en 985, est un moine d'origine ibère. Il venait d'une famille noble géorgienne notable et faisait partie des cercles immédiats de la dynastie régnante des Bagratides. Son père, Chordvaneli, faisait partie de la suite du prince géorgien Ashot II Kuropalates qui avait rendu visite à l'empereur byzantin Constantin VII Porphyrogénète à Constantinople en c. 950. Trois de ses neveux avaient une carrière militaire et l'un d'eux, Varazvache, occupait un poste de catépan (gouverneur militaire) de l'important avant-poste byzantin oriental d'Édesse en 1037-1038.
Tornike a mené une carrière militaire et judiciaire très réussie (en particulier il était éristavi, un équivalent géorgien de stratège) sous la dynastie géorgienne des Bagratides et a également obtenu le titre byzantin de patrice. Il a démissionné de son poste de général du prince géorgien David III de Tao en c. 963 et, sous le nom de Ioane (Ioannis ou Jean), se retira dans la Laure d'Athanase sur le mont Athos. Il fut rejoint, au début des années 970, par un autre officier géorgien à la retraite, Ioane, et son fils Ek'vt'ime. En 976, une rébellion menée par Bardas Skleros éclate dans les provinces asiatiques de l’Empire byzantin, le plus grand bouleversement du début du règne de l’empereur Basile II. Skleros avait remporté une série de batailles contre le général Bardas Phokas, alors loyal, et avait marché de l'est à travers l'Anatolie jusqu'à Constantinople. Basile convoque Jean Tornike dans sa capitale pour négocier l'alliance avec David III de Tao, mesure qui semble nécessaire pour sauver la situation. Le moine accepta à contrecœur, persuadé principalement par ses confrères moines qu'il serait dans le meilleur intérêt de la communauté athonite qu'il obéisse à l'ordre impérial. David répond vigoureusement et confie à son ancien général le commandement de quelque 12 000 cavaliers géorgiens envoyés pour renforcer l'armée impériale. La bataille décisive eut lieu à Pankalia, près de Césarée, le 24 mars 979 et aboutit à la défaite écrasante des rebelles.

## Fondation du monastère d'Iviron
En récompense de leur soutien, David reçut la gestion à vie des vastes terres du nord-est de l'Anatolie, tandis que Jean Tornike reçut le titre de synkellos (assistant du patriarche de Constantinople). Plus important encore, le moine général victorieux revint à Athos chargé du butin de guerre, des « objets précieux » ainsi que douze kentenaria (1 200 livres) d'or, qui permirent aux Géorgiens d'établir leur propre maison sur l'Athos, appelée Iviron. Bien qu'aujourd'hui peuplé de Grecs, le monastère est encore connu aujourd'hui sous l'appellation grecque Iviron, « des Ibères », c'est-à-dire des Géorgiens. L'empereur l'a également comblé de terres et de privilèges, lui a accordé des subventions et des exonérations d'impôts. La nouvelle maison monastique, destinée à devenir un centre dynamique de la culture orthodoxe géorgienne, était dirigée conjointement par Jean Tornike en tant que ktetor (fondateur) et son ami Jean l'Ibère en tant qu'hegoumenos (abbé).